# Witold Zegalski
Witold Zegalski (ur. 27 października 1928 w Poznaniu, zm. 31 lipca 1974 w Poznaniu) – polski pisarz science-fiction, z zawodu ekonomista.

## Życiorys
Po ukończeniu Wyższej Szkoły Ekonomicznej w Poznaniu pracował w latach 1954-1976 jako planista w Poznańskich Zakładach Gastronomicznych, a następnie w Poznańskim Zjednoczeniu Gospodarki Komunalnej. Był współzałożycielem Literackiej Grupy Niezależnych „Swantewit”, do której należeli m.in. Jadwiga Badowska, Leon Julian Rynowiecki, założyciel i twórca Sceny Lalkowej „Wszędobylski”, Janusz Sauer, Łucja Danielewska. 
Debiutował w prasie w 1954 r., pierwszą książkę wydał w 1960 r. Opowiadania publikował w takich czasopismach jak „Widnokręgi”, „Świat Młodych” i przede wszystkim „Młody Technik”, w którym wraz z Andrzejem Czechowskim, Konradem Fiałkowskim, Stefanem Weinfeldem i Januszem Zajdlem ukształtował specyficzny styl polskiej fantastyki naukowej lat sześćdziesiątych XX wieku. 
Jego opowiadania science fiction zebrane zostały w tomie Wyspa Petersena (1968, wyd. 2 poszerzone 1986); niektóre z nich zamieszczane były w antologiach Posłanie z piątej planety (1964), Wehikuł wyobraźni (1978), Drugi próg życia (1980). Opowiadanie Powrót gigantów zdobyło I wyróżnienie w międzynarodowym konkursie na opowiadanie fantastycznonaukowe (1963); w Polsce organizatorem konkursu była redakcja „Młodego Technika”. Oprócz jedynej swej powieści s-f Krater czarnego snu (1960) wydał także powieść dla młodzieży Alert stu przygód (1971) i powieść społeczno-obyczajową Zwykłe lato (1971). Napisał także utwór dramatyczny dla dzieci Nos księżyca, czyli figle Mistrza Twardowskiego, wystawiony w 1967 r. w Poznaniu przez miejscowy Pałac Kultury oraz wiele utworów satyrycznych. 
Był tłumaczony na język rosyjski, niemiecki i węgierski. Został pochowany na Cmentarzu Junikowo w Poznaniu.

## Twórczość
- Krater czarnego snu (Wydawnictwo Poznańskie 1960, w serii Przygoda. Awantura. Sensacja)
- Wyspa Petersena (Wydawnictwo „Nasza Księgarnia” 1968, opowiadania: W pracowni pisarza, Wyspa Petersena, Ci z patrolu, Powrót gigantów, Stan zagrożenia, Szybkości kosmiczne, Peryferie układu, Próg przystosowania, Ciepło, ciepło, coraz cieplej, Oblicze boga Ptah, Lepiej uczyć ptaszki, Czeka cię wielka przygoda, Przygody w pierścieniach Saturna)
- Zwykłe lato (Zakład Narodowy im. Ossolińskich, 1971)
- Alert stu przygód (Nasza Księgarnia 1971)
- Wyspa Petersena (Wydawnictwo Poznańskie 1986, w serii „SF” Wydawnictwa Poznańskiego, opowiadania: W pracowni pisarza, Wyspa Petersena, Ci z patrolu, Powrót gigantów, Stan zagrożenia, Szybkości kosmiczne, Peryferie układu, Próg przystosowania, Zielona, przeklęta wyspa, Ciepło, ciepło, coraz cieplej, Oblicze boga Ptah, Rozbita rakieta, Lepiej uczyć ptaszki, Czeka cię wielka przygoda, Przygody w pierścieniach Saturna, Pegaz na tranzystorach)